# Isola Grinder
L'isola Grinder è un'isola rocciosa della Terra di Marie Byrd, in Antartide. L'isola, che è completamente ricoperta dai ghiacci e che si estende in direzione est/ovest per circa 12 km e in direzione nord/sud per circa 1, fa parte dell'arcipelago Marshall e, come le altre isole di questo arcipelago, si trova davanti alla costa di Saunders, all'interno della baia di Sulzberger, dove è completamente circondata dai ghiacci della piattaforma glaciale Sulzberger e dove giace subito a nord dell'isola Orr e a sud dell'isola Madden.

## Storia
L'isola Grinder fu mappata per la prima volta dai cartografi dello United States Geological Survey grazie a fotografie scattate dalla marina militare statunitense (USN) durante ricognizioni aeree effettuate nel periodo 1959-65, e così battezzata dal comitato consultivo dei nomi antartici in onore di Harry W. Grinder, meccanico aeronautico di stanza alla stazione McMurdo nel 1967.